# Pine Springs (Minnesota)
Pine Springs es una ciudad ubicada en el condado de Washington en el estado estadounidense de Minnesota. En el Censo de 2010 tenía una población de 408 habitantes y una densidad poblacional de 165,65 personas por km².

## Geografía
Pine Springs se encuentra ubicada en las coordenadas 45°2′15″N 92°57′10″O / 45.03750, -92.95278. Según la Oficina del Censo de los Estados Unidos, Pine Springs tiene una superficie total de 2.46 km², de la cual 2.08 km² corresponden a tierra firme y (15.67%) 0.39 km² es agua.

## Demografía
Según el censo de 2010, había 408 personas residiendo en Pine Springs. La densidad de población era de 165,65 hab./km². De los 408 habitantes, Pine Springs estaba compuesto por el 89.46% blancos, el 3.19% eran afroamericanos, el 0% eran amerindios, el 4.66% eran asiáticos, el 0% eran isleños del Pacífico, el 2.45% eran de otras razas y el 0.25% pertenecían a dos o más razas. Del total de la población el 2.94% eran hispanos o latinos de cualquier raza.